# Allsvenskan 1984
L'edizione 1984 del campionato di calcio svedese (Allsvenskan) vide la vittoria finale dell'IFK Göteborg.
Capocannoniere del torneo fu Billy Ohlsson (Hammarby IF), con 14 reti.

## Classifica finale
|    | Classifica     | G  | V  | N  | P  | GF | GS | Diff | Punti |
| -- | -------------- | -- | -- | -- | -- | -- | -- | ---- | ----- |
| 1  | IFK Göteborg   | 22 | 14 | 4  | 4  | 43 | 19 | +24  | 32    |
| 2  | AIK            | 22 | 12 | 7  | 3  | 28 | 12 | +16  | 31    |
| 3  | Malmö FF       | 22 | 11 | 5  | 6  | 47 | 24 | +23  | 27    |
| 4  | Hammarby       | 22 | 11 | 4  | 7  | 42 | 30 | +12  | 26    |
| 5  | IFK Norrköping | 22 | 8  | 8  | 6  | 33 | 30 | +3   | 24    |
| 6  | Brage          | 22 | 7  | 6  | 9  | 21 | 25 | -4   | 20    |
| 7  | Kalmar         | 22 | 5  | 10 | 7  | 17 | 25 | -8   | 20    |
| 8  | Halmstad       | 22 | 7  | 5  | 10 | 18 | 26 | -8   | 19    |
| 9  | Örgryte        | 22 | 5  | 7  | 10 | 24 | 36 | -12  | 17    |
| 10 | Öster          | 22 | 5  | 6  | 11 | 28 | 36 | -8   | 16    |
| 11 | Elfsborg       | 22 | 5  | 6  | 11 | 24 | 39 | -15  | 16    |
| 12 | Gefle          | 22 | 4  | 8  | 10 | 21 | 44 | -23  | 16    |

## Fase finale

### Quarti di finale
| IK Brage | 1 – 0 e 2 – 2 | Malmö FF |

| Hammarby IF | 2 – 5 e 1 – 1 | AIK |

| Kalmar FF | 3 – 2 e 0 – 3 | Hammarby IF |

| Halmstads BK | 0 – 0 e 1 – 2 | IFK Göteborg |

### Semifinali
| IFK Norrköping | 0 – 0 e 0 – 0 (5-4 rig.) | Malmö FF |

| IK Brage | 1 – 5 e 2 – 2 | IFK Göteborg |

### Finale
| IFK Norrköping | 1 – 5 e 0 – 2 | IFK Göteborg |

## Verdetti
- IFK Göteborg campione di Svezia 1984.
- IF Elfsborg e Gefle IF retrocesse in Division 2.